# Roberto Puķītis
Roberto Puķītis (* 16. Dezember 1994 in Ventspils) ist ein ehemaliger lettischer Shorttracker.

## Werdegang
Puķītis startete im Februar 2011 in Dresden erstmals im Shorttrack-Weltcup und belegte dabei den 34. Platz über 500 m und den 31. Rang über 1500 m. Bei den Juniorenweltmeisterschaften 2011 in Courmayeur errang er den 47. Platz im Mehrkampf und bei den Juniorenweltmeisterschaften 2012 in Melbourne den 21. Platz im Mehrkampf. In der Saison 2012/13 lief er bei den Europameisterschaften 2013 in Malmö auf den 16. Platz, bei den Juniorenweltmeisterschaften in Warschau auf den 17. Platz und bei den Weltmeisterschaften 2013 in Budapest auf den 37. Platz im Mehrkampf. Im folgenden Jahr wurde er bei den Europameisterschaften in Dresden Achter im Mehrkampf und errang bei seiner ersten Olympiateilnahme in Sotschi den 15. Platz über 1500 m. Anfang März 2014 kam er bei den Juniorenweltmeisterschaften in Erzurum mit der Staffel und im Mehrkampf jeweils auf den 17. Platz. In der Saison 2014/15 erreichte er in Erzurum mit dem Plätzen zehn und neun über 1000 m seine einzigen Top-Zehn-Platzierungen im Weltcup und zum Saisonende den 18. Gesamtrang. Bei den Europameisterschaften 2015 in Dordrecht kam er auf den 28. Platz und bei den Weltmeisterschaften 2015 in Moskau auf den 13. Platz im Mehrkampf. Im folgenden Jahr errang er bei den Weltmeisterschaften in Seoul den 17. Platz im Mehrkampf. In seiner letzten aktiven Saison 2017/18 holte er bei den Europameisterschaften 2018 in Dresden die Bronzemedaille über 1000 m. Zudem wurde er dort mit drei siebten Plätzen, Siebter im Mehrkampf. Bei den Olympischen Winterspielen 2018 in Pyeongchang belegte er über 1000 m und 1500 m jeweils den 11. Platz.

## Persönliche Bestzeiten
- 500 m      40,852 s (aufgestellt am 13. Januar 2018 in Dresden)
- 1000 m    1:23,871 min (aufgestellt am 6. Februar 2016 in Dresden)
- 1500 m    2:11,185 min (aufgestellt am 10. Februar 2018 in Gangneung)
- 3000 m    5:08,441 min (aufgestellt am 19. Januar 2014 in Dresden)